# Владан Десница
Владан Десница (на сръбски: Владан Десница) е сръбски и югославски писател.

## Биография
Роден е на 17 септември 1905 г. в хърватския град Задар, по това време част от Австро-Унгария. Баща му, Урош Десница, е политик, потомък на знатния род Митровичи, разклонение на Качичи, средновековна аристократична фамилия от сръбски произход, установила се към XV–XVI век в района на Обровац и Ислам Гръчки. Родът са потомци на прославения хайдут Стоян Янкович Митрович. Майката на Владан Десница, Фани, също е от стар католически род, Луковичи, от района на Котор, Черна гора.
Владан Десница пише поеми, новели, кратки разкази, филмови сценарии. Най-известната му творба е „Пролетите на Иван Галеб“, публикувана през 1957 г.
Умира в Загреб на 4 март 1967 г. и е погребан в православната църква „Св. Георги“, близо до замъка на неговия прапрадядо Стоян Янкович Митрович в Ислам Гръчки. Църквата е разрушена по време на Югославските войни през 1993 г.